# Bostahovine
Bostahovine su naselje u općini Srebrenica, Republika Srpska, BiH.

## Stanovništvo
Nacionalni sastav stanovništva 1991. godine, bio je sljedeći:
ukupno: 495
- Bošnjaci - 479
- Srbi - 8
- ostali, neopredijeljeni i nepoznato - 8